# Selaya

Selaya es una localidad y municipio español perteneciente a la comunidad autónoma de Cantabria. Limita al norte y oeste con Villacarriedo, al sur con Vega de Pas y al este con el municipio de San Roque de Riomiera. Se encuentra ubicado en la comarca del Pas-Miera (o Valles Pasiegos) y por su territorio discurren los ríos Pisueña y Campillo, afluente del primero.

## Toponimia
El consenso actual es que Selaya deriva de la composición de las palabras "sel" y "haya". Un sel, término de origen prerromano céltico o latino, es un lugar abrigado y limpio de maleza, acotado en círculo con piedras grandes, en el que se recogen por la noche los ganados que pastan en los montes. 
Existe en Cantabria, y en menor medida en Asturias, abundante toponimia con el elemento sel, tanto en aquellas zonas donde el sistema de ganadería extensiva sigue operativo como en aquellos otros donde el sistema extensivo fue sustituido por otro intensivo, tal y como ocurriera en los Montes de Pas. Así en la zona pasiega y sus inmediaciones encontramos otros muchos topónimos de forma semejante: Sel del Cuende, Sel de la Torca, Sel del Tojo, Sel del Hoyo, Sel de la Carrera, Sel de la Peña, Sel del Manzano, Selviejo.
A propuesta de Antonio Tovar, se extendió la opinión de que Selaya era un resultado del euskera zelai ('campa', 'prado'). Hoy en día esta posibilidad se considera descartada.

## Geografía
| Noroeste: Villacarriedo | Norte: Villacarriedo | Nordeste: San Roque de Riomiera              |
| Oeste: Villacarriedo    |                      | Este: San Roque de Riomiera                  |
| Suroeste: Vega de Pas   | Sur: Vega de Pas     | Sureste: Vega de Pas y San Roque de Riomiera |

## Demografía
Selaya cuenta con una población de 1849 habitantes (INE 2024).
| Gráfica de evolución demográfica de Selaya entre 1842 y 2021                                                        |
| |
| Población de derecho según los censos de población del INE Población de hecho según los censos de población del INE |

La trayectoria poblacional del municipio ha estado marcada por continuos altibajos, aunque no muy acentuados, puesto que, en general, a lo largo del siglo XX y en los primeros años del siglo XXI se ha mantenido el número de habitantes en torno a los 2000, descendiendo en algunos momentos hasta los poco más de 1800 y recuperándose después hasta alcanzar de nuevo la cifra inicial.

### Comunicaciones

#### Red viaria
Por el término municipal de Selaya discurre la siguiente vía perteneciente a la Red Primaria de Carreteras de Cantabria::
- CA-142: El Astillero - Selaya, desde el punto kilométrico 25,6 hasta el final.

También discurren las siguientes carreteras de la Red Secundaria:
- CA-262: Selaya - Vega de Pas, hasta el puerto de la Braguía, en el punto kilométrico 8,3; aunque en entre los puntos kilométricos 4 y 7 discurre por Villacarriedo
- CA-264: Selaya - San Roque de Riomiera, desde el inicio de la vía hasta el Alto del Caracol, punto kilométrico 10.

Y las siguientes carreteras de la Red Local:
- CA-623: Selaya - Bustantegua
- CA-624: acceso a Pisueña.
- CA-625: Santibáñez - Selaya, desde el punto kilométrico 5,1 hasta el final.

## Economía
Un 26,9 % de la población del municipio se dedica al sector primario, un 18,3 % a la construcción, un 12,9 % a la industria y un 41,9 % al sector terciario. En el municipio la tasa de actividad es de 52,2 % y la tasa de paro es de 11,9 %, mientras que la media en Cantabria está en torno al 52,5 % y 14,2 % respectivamente. Predomina por tanto en el municipio de Selaya el sector servicios.

## Símbolos
El escudo queda organizado de la manera siguiente: en campo de gules (rojo), un haya de sinople, fustada de su color. Bajo el árbol, dos mazos o martillos de plata cruzados en aspa. Se timbra el escudo con una corona real de España.

## Cultura

### Patrimonio
Destacan los Cubos del término municipal y rollo heráldico, bien de interés cultural con categoría de monumento. Además, hay dos Bienes de interés local, la Casona de Miera y el Palacio de La Colina o de Donadío.

### Entidades culturales
Junto al Santuario de la Virgen de Valvanuz, en el edificio conocido como la Casa de la Beata, se ubica el Museo de Las Amas de Cría Pasiegas, dedicado a las mujeres de los Valles Pasiegos que dejaron sus casas para ejercer de amas de cría de hijos que no eran suyos, es decir, mujeres que amamantaban niños ajenos.

### Gastronomía
Son famosos su sobao pasiego y su quesada pasiega, contando con varias fábricas artesanales en el municipio.

## Administración y política

### Gobierno municipal
Cándido Manuel Cobo Fernández (PP) es el actual alcalde del municipio.
| Partido político                         | 2023  | 2023  | 2023       | 2019  | 2019  | 2019       | 2015  | 2015  | 2015       | 2011  | 2011  | 2011       | 2007  | 2007  | 2007       | 2003  | 2003  | 2003       |
| Partido político                         | Votos | %     | Concejales | Votos | %     | Concejales | Votos | %     | Concejales | Votos | %     | Concejales | Votos | %     | Concejales | Votos | %     | Concejales |
| Partido Popular (PP)                     | 791   | 61,94 | 6          | 760   | 58,28 | 6          | 806   | 60,28 | 6          | 411   | 29,27 | 4          | 300   | 21,23 | 2          | 273   | 20,07 | 2          |
| Partido Regionalista de Cantabria (PRC)  | 322   | 25,21 | 2          | 285   | 21,85 | 2          | 232   | 17,35 | 2          | 687   | 48,93 | 6          | 719   | 50,88 | 5          | 812   | 59,71 | 6          |
| Partido Socialista Obrero Español (PSOE) | 145   | 11,35 | 1          | 136   | 10,42 | 1          | 83    | 6,21  | 0          | 65    | 4,63  | 0          | 202   | 14,30 | 1          | 261   | 19,19 | 1          |
| Alternativa por Selaya (APS)             | —     | —     | —          | 119   | 9,12  | 0          | 206   | 15,41 | 1          | 154   | 10,97 | 1          | 176   | 12,46 | 1          | —     | —     | —          |

### Organización territorial

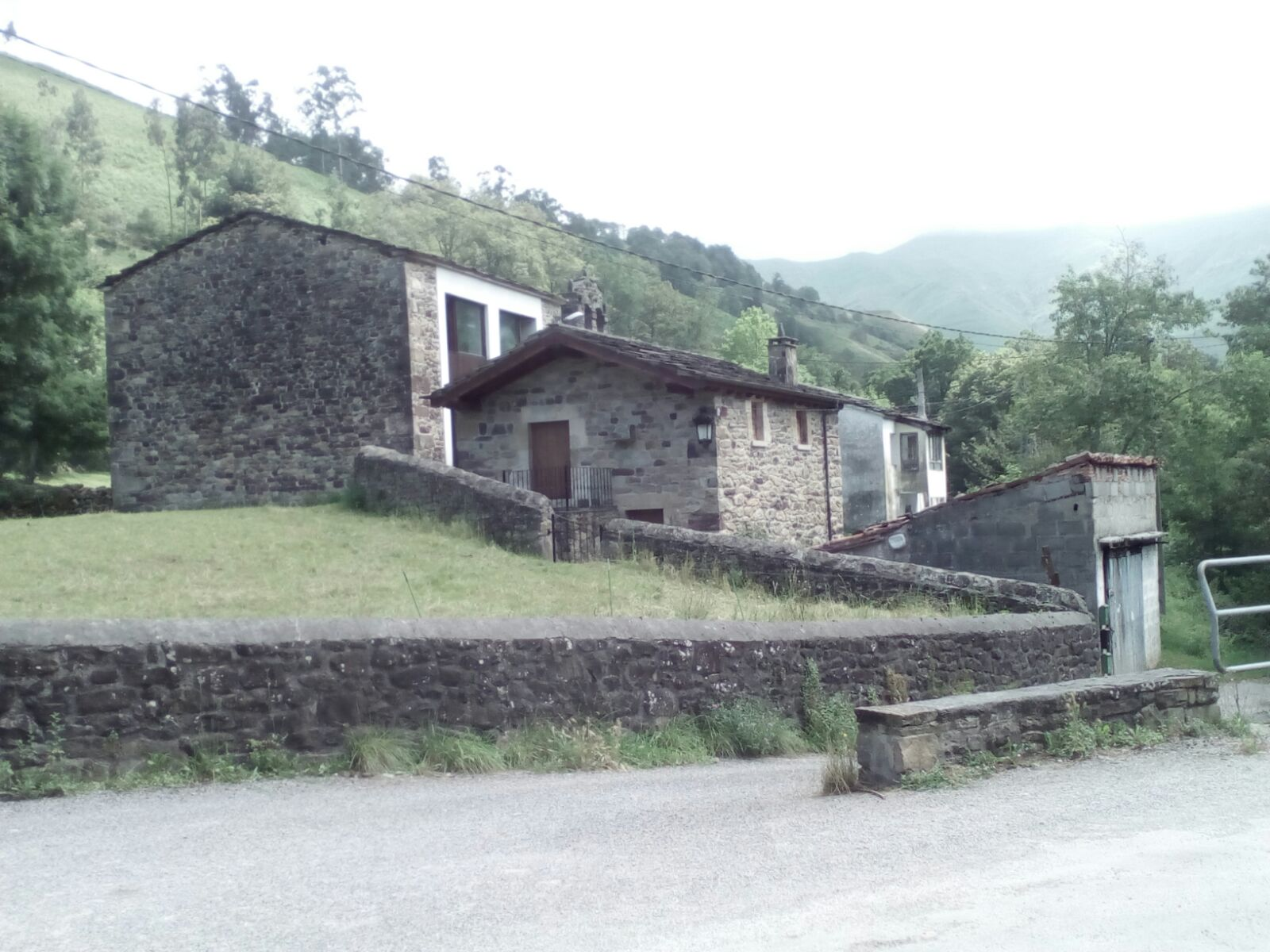
Pisueña

- Bustantegua, con 215 habitantes en 2024.
- Campillo, con 53 habitantes en 2024.
- Pisueña, con 99 habitantes en 2024.
- Selaya (capital), con 1482 habitantes en 2024.

### Justicia
El municipio pertenece al partido judicial de Medio Cudeyo (partido judicial n.º 7 de Cantabria).
En 2020, el Tribunal Superior de Justicia de Cantabria nombra como juezas de paz titular y sustituta de Selaya a María del Carmen Lavín Ortiz e Isabel Aída López Álvarez respectivamente.

## Servicios

### Educación
Dispone de un colegio público de educación infantil y primaria, CEIP, denominado El Castañal y un centro concertado de educación infantil, primaria, secundaria y formación profesional, llamado Santísima Virgen de Valvanuz dirigido por la Congregación Religiosa de Hijas de la Virgen de los Dolores.

### Sanidad
Selaya cuenta con un centro de salud de Servicio Cántabro de Salud perteneciente a la zona básica de salud de Pisueña Selaya que, a su vez, se encuadra en el Área de Salud de Santander.

### Seguridad
La Guardia Civil tiene un puesto en la localidad.

### Deporte

#### Instalaciones deportivas
En el barrio el Castañal, se ubica un complejo polideportivo que consta de las siguientes instalaciones:
- Campo de fútbol de hierba artificial.[17]
- Pabellón polideportivo.

En el centro de la localidad, delante del Palacio de Donadío, se localiza una bolera de bolo palma llamada La Colina.

#### Entidades deportivas
- Selaya Fútbol Club: equipo de fútbol.
- Peña Bolística La Colina: equipo de bolo palma.